# Heligmomerus
Heligmomerus là một chi nhện trong họ Idiopidae.